# Campionati europei di atletica leggera 2018 - Marcia 20 km maschile
La marcia 20 km maschile ai campionati europei di atletica leggera 2018 si è svolta l'11 agosto 2018.

## Podio
| Oro     | Álvaro Martín Spagna                        |
| Argento | Diego García Spagna                         |
| Bronzo  | Vasilij Mizinov Atleti Neutrali Autorizzati |

## Record
Prima di questa competizione, il record del mondo (RM), il record europeo (EU) ed il record dei campionati (RC) erano i seguenti:
| Record                | Prestazione | Atleta                            | Data                                      | Competizione |
| --------------------- | ----------- | --------------------------------- | ----------------------------------------- | ------------ |
| Record mondiale       | 1h16'36     | Yūsuke Suzuki Giappone            | 15 marzo 2015 Nomi, Giappone              |              |
| Record europeo        | 1h17'02     | Yohann Diniz Francia              | 8 marzo 2015 Arles, Francia               |              |
| Record dei campionati | 1h18'37     | Francisco Javier Fernández Spagna | 6 agosto 2002 Monaco di Baviera, Germania | Europei 2002 |

## Risultati
| Pos. | Nome                    | Nazionalità                 | Tempo   | Note                                     |
| ---- | ----------------------- | --------------------------- | ------- | ---------------------------------------- |
|      | Álvaro Martín           | Spagna                      | 1h20'42 | Miglior prestazione personale stagionale |
|      | Diego García            | Spagna                      | 1h20'48 |                                          |
|      | Vasilij Mizinov         | Atleti Neutrali Autorizzati | 1h20'50 |                                          |
| 4    | Massimo Stano           | Italia                      | 1h20'51 | Miglior prestazione personale            |
| 5    | Nils Brembach           | Germania                    | 1h21'25 | Miglior prestazione personale stagionale |
| 6    | Miguel Ángel López      | Spagna                      | 1h21'27 |                                          |
| 7    | Tom Bosworth            | Gran Bretagna               | 1h21'31 |                                          |
| 8    | Hagen Pohle             | Germania                    | 1h21'35 | Miglior prestazione personale stagionale |
| 9    | Kévin Campion           | Francia                     | 1h21'52 | Miglior prestazione personale stagionale |
| 10   | Alex Wright             | Irlanda                     | 1h22'18 | Miglior prestazione personale stagionale |
| 11   | Wiktor Schumik          | Ucraina                     | 1h22'24 | Miglior prestazione personale            |
| 12   | Iwan Lossew             | Ucraina                     | 1h22'28 |                                          |
| 13   | Christopher Linke       | Germania                    | 1h22'33 |                                          |
| 14   | Gabriel Bordier         | Francia                     | 1h22'39 |                                          |
| 15   | Alexandros Papamihail   | Grecia                      | 1h22'51 |                                          |
| 16   | Francesco Fortunato     | Italia                      | 1h23'04 | Miglior prestazione personale stagionale |
| 17   | Luís Alberto Amezcua    | Spagna                      | 1h23'33 |                                          |
| 18   | Aljaksandr Ljachowitsch | Bielorussia                 | 1h24'07 |                                          |
| 19   | Dawid Tomala            | Polonia                     | 1h25'06 |                                          |
| 20   | Perseus Karlström       | Svezia                      | 1h25'16 |                                          |
| 21   | Cian McManamon          | Irlanda                     | 1h25'43 |                                          |
| 22   | Miroslav Úradník        | Slovacchia                  | 1h25'44 |                                          |
| 23   | Oleksij Kasanin         | Ucraina                     | 1h26'49 |                                          |
|      | Artur Brzozowski        | Polonia                     | dq      |                                          |
|      | Salih Korkmaz           | Turchia                     | dq      |                                          |
|      | Giorgio Rubino          | Italia                      | dq      |                                          |
|      | Florin Alin Stirbu      | Romania                     | dq      |                                          |
|      | Callum Wilkinson        | Gran Bretagna               | dq      |                                          |